# Nord - Pas-de-Calais
Nord - Pas-de-Calais je bila do leta 2015 najsevernejša francoska regija ob meji z Belgijo. Njeno glavno mesto je Lille.

## Geografija
Nord - Pas-de-Calais je sestavljen iz dveh departmajev: Norda in Pas-de-Calaisa. Na jugu meji na regijo Pikardijo, na zahodu na Rokavski preliv in Severno morje, medtem ko na severu in vzhodu meji na belgijsko regijo Flamsko.

## Zgodovina
Področje Norda - Pas-de-Calaisa, naseljeno že od pradavnine, je bilo vedno eno najbolj prometnih in strateško pomembnih francoskih ozemelj. Zasedeno je bilo s strani keltskih Belgov, rimske vojske, germanskih Frankov in Alemanov. V stoletni vojni je bilo zavojevano s strani Anglije, Francije in Burgundije, predno je končno postalo del Francoskega kraljestva v 15. stoletju. Leta 1598 je bilo zasedeno s strani Španske Nizozemske. V 17. stoletju ga je ponovno osvojila Francija, čeprav ni šlo brez nasprotovanja tam živečega večinskega  pebivalstva flamskega porekla. 
V 19. stoletju je bilo ozemlje podvrženo hitri industrializaciji in postalo eno glavnih industrijskih regij, takoj za Alzacijo-Loreno; slednja je s koncem francosko-pruske vojne prešla k Nemčiji, tako da je Nord - Pas-de-Calais prevzel sploh vodečo pozicijo. 
Zato pa je nastradal v času svetovnih vojn 20. stoletja. V prvi je ozemlje zasedla Nemčija in ga v štirih letih dodobra prepredla z rovi kot načinom vojskovanja. V drugi svetovni vojni ga je ponovno okupirala Nemčija ter ga spremenila v oporišče za zračne napade na Anglijo s strani Luftwaffe in raketnih sistemov V-1 in V-2. Težko zavezniško bombardiranje in boji na tleh so opustošili številna mesta. Čeprav je bila večina ozemlja osvobojena že v septembru 1944, pa je Dunkirk bil kot zadnji francoski kraj osvobojen nemške okupacije šele 9. maja 1945.